# Медаља за Бенија
Медаља за Бенија (енгл. A Medal for Benny) је амерички драмски филм из 1945. редитеља Ирвинга Пичела. Причу је осмислио писац Џек Вагнер, који је ангажовао свог дугогодишњег пријатеља Џона Стајнбека да му помогне да је стави у форму сценарија. Филм је објавио Paramount Pictures.

## Радња
Бени Мартин напушта свој мали град Пантера и придружује се војсци након што је упао у невоље са полицијом. Док је он одсутан, Џо има романсу са његовом девојком (Лолитом). Иако се месецима није чула са Бенијем, она одбија Џоа, желећи да остане верна Бенију. На крају се заљубљује у Џоа и пристаје да се уда за њега, али онда сазнаје да је Бени убијен у акцији и постхумно му је додељена Медаља части. У међувремену, градоначелник Пантере планира скуп за уручење медаље Бенијевом оцу и намерава да искористи прелепу кућу за догађај како не би осрамотио град тако што ће медаљу бити уручена у скромној Мартин резиденцији. Међутим, Бенијев отац Чарли, одбија да се сложи са триком и уместо тога церемонија доделе медаља се одржава у његовом дому. У свом говору Чарли каже да ће Бени живети у његовом и Лолитином срцу. Лолита тада каже Џоу да се још не може удати за њега, јер би то могло да сломи Чарлијево срце.

## Улоге
- Дороти Ламур као Лолита Сијера
- Артуро де Кордова као Џо Моралес
- Џозеф Керол Неш као Чарли Мартин
- Михаил Расумни као Рафаел Каталина
- Фернандо Алварадо као Чито Сијера
- Чарлс Дингл као Зек Мајб
- Франк Мекју као Едгар Ловекин
- Росита Морено као Тудлс Кастро
- Даглас Думбрил као генерал
- Грант Мичел као градоначелник Пантере
- Макс Вагнер као Џејк

## Признања

### Награде
- Златни глобус за најбољег споредног глумца у играном филму (Џозеф Керол Неш)

### Номинације
- Оскар за најбољег глумца у споредној улози (Џозеф Керол Неш)[2]
- Оскар за најбољу причу (Џон Стајнбек и Џек Вагнер)